# Adela Breton
Adela Catherine Breton (* 31. Dezember 1849; † Juni 1923) war eine englische Archäologie-Künstlerin und Entdeckerin. Sie machte Wasserfarben-Kopien der Wandmalereien in mexikanischen Tempeln, am bekanntesten im Upper Temple of Jaguars in Chichén Itzá.

## Leben
Breton wurde am 31. Dezember 1849 in London geboren. Schon ihre Eltern waren weitgereist. Ihr englischer Vater diente in der Royal Navy und traf Adelas Mutter (die selbst in Somerset, England, geboren wurde) in Tasmanien. Sie zogen wenige Monate nach Adelas Geburt nach Bath, Somerset, und dort wuchs sie auf. Während ihrer Kindheit reiste die Familie durch Europa; sie besuchten Frankreich, Schweiz und Italien. Adela studierte wohl Kunst in Florenz. Viel Zeit verbrachte sie in Bath, wo es viele römische Überreste gibt. Die Bretons waren höchst interessiert an Archäologie. Sie blieb in Bath, um ihre Eltern in deren Alter zu versorgen. Aber nachdem ihr Vater 1887 verstorben war, entschied sie sich zu reisen. Sie entschied sich bewusst, nicht zu heiraten, so dass sie unabhängig bleiben und ihre Wanderlust befriedigen konnte. Sie wandte sich anfangs nach Kanada (und den Vereinigten Staaten), wo sie Landschaftsbilder malte, bevor sie nach Bath zurückkehrte, wo sie eine Ausstellung mit ihren Gemälden veranstaltete. 1892 machte sie ihren ersten Besuch in Mexiko. Sie heuerte einen lokalen Führer an, Pablo Solario.
Ihre Zeit in Mexiko verbrachte sie auf dem Pferderücken auf Reisen quer durchs Land. Sie nutzte ihre künstlerischen Fähigkeiten, um die Friese, Reliefs und andere archäologische Schätze zu dokumentieren, welche in Yucatán entdeckt worden waren. Ihr erster Trip dauerte 18 Monate, in denen sie ständig reiste und Notizen und Zeichnungen machte. Ende der 1890er verbrachte Breton immer mehr Zeit in Mexiko und weniger in England. Ihre Beobachtungen wurden wissenschaftlicher und erweiterten sich auf Geologie, Canyons und Vulkane. Sie ist jedoch bekannt für ihre farbigen Gemälde der Fresken, die 1894 in Teotihuacan entdeckt worden waren, in einer Stätte, welche als Teopancaxco bekannt wurde.
Bretons Reisen in Mexiko wurden letztlich durch die Mexikanische Revolution 1910 unterbunden. Sie war schon in ihrer Zeit international anerkannt für ihre wertvollen Beiträge zur mittelamerikanischen Archäologie.
Sie starb 1923 in Barbados im Alter von 73 Jahren.

## Vermächtnis

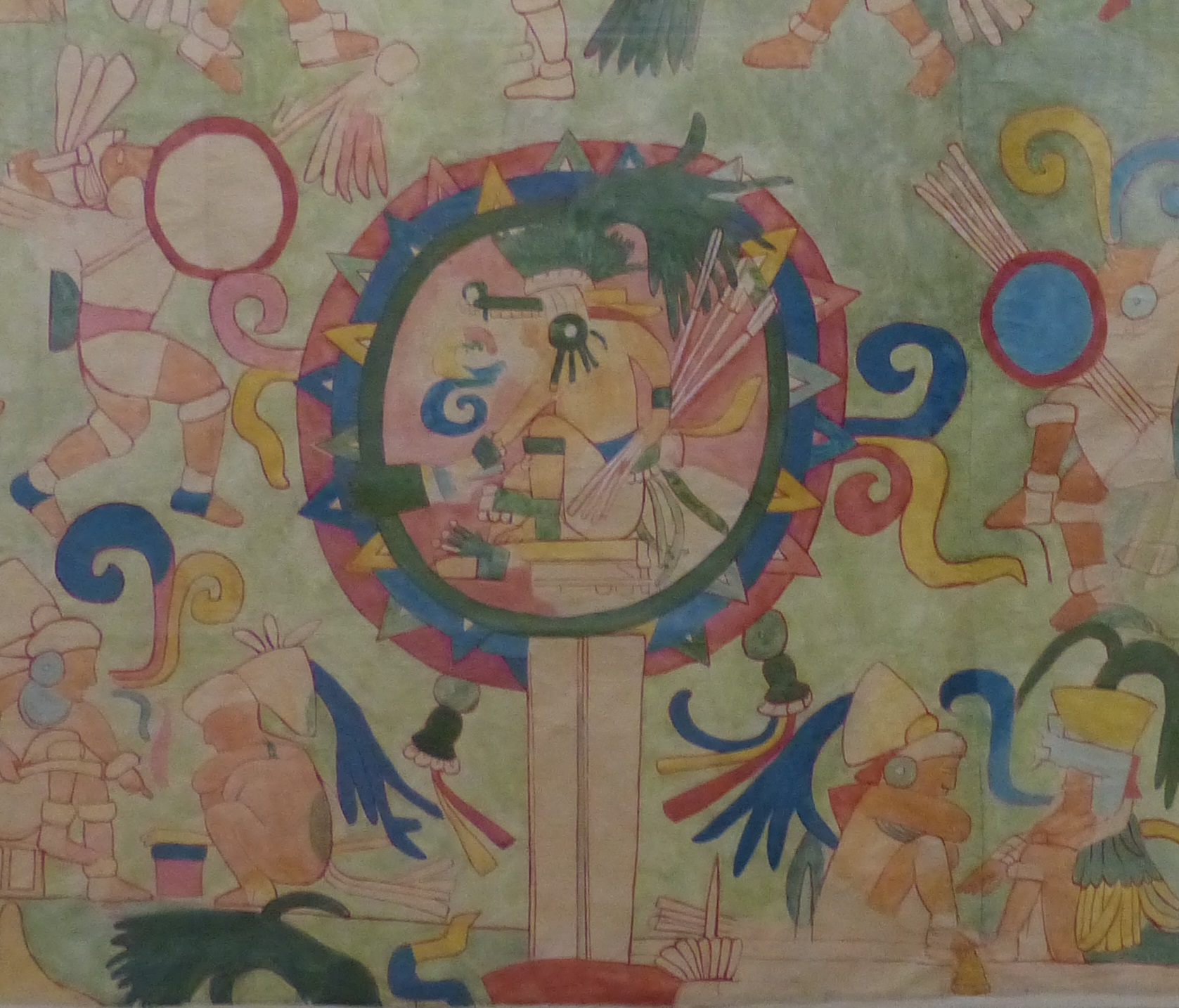
Wasserfarb-Gemälde von Adele Breton von einem der Wandgemälde in Chichén Itzá.

Eine Sammlung ihrer Werke wird im Bristol Museum & Art Gallery aufbewahrt, wo 2014 ein Digitalisierungsprojekt gestartet wurde, so dass die fragilen Gemälde-Rollen erhalten werden können und zugleich für die Forschung zugänglich sind.
Ein Teil der Korrespondenz mit Ella Lewis aus Philadelphia wird in der Harvard University Library aufbewahrt.
2016 wurde eine einmonatige Ausstellung mit dem Titel „The Remarkable Miss Breton“ in der Bath Royal Literary & Scientific Institution in Bath gezeigt. 2017 wurde eine Ausstellung ihrer originalen Werke im Bristol Museum & Art Gallery gezeigt.